# USA House

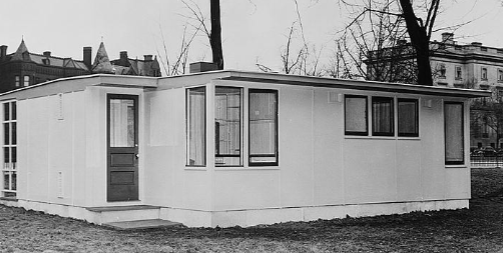
Une USA House érigée à Scott Circle

USA House est un terme utilisé pour désigner un programme du gouvernement américain visant à assembler des maisons préfabriquées de fabrication américaine au Royaume-Uni afin de remédier au problème des sans-abri dans ce pays dans les années 1940. Ce programme était connu sous le nom de Houses for Britain. La France a connu ce type de logement sous le nom de Bungalow U.K.100.

## Histoire

### Contexte
USA House a été entrepris par le gouvernement américain à la demande du gouvernement britannique selon les termes de la loi sur le prêt-bail. À l'époque, les États-Unis étaient considérés comme le meneur mondial des techniques de construction préfabriquée ; une proposition de 1943 de l'Union des architectes soviétiques avait même suggéré l'achat de technologies de préfabrication américaines pour résoudre les propres problèmes de l'Union soviétique en matière de logement. Les détails de l'arrangement ont été négociés par John Maynard Keynes.
Selon un reportage de l'époque, le programme était conçu pour "aider à abriter la population bombardée de l'Angleterre". Les plans initiaux prévoyaient la construction de 30 000 maisons aux États-Unis qui seraient expédiées et assemblées en Grande-Bretagne. Les premières maisons de type bungalow construites dans le cadre du programme ont été érigées au Royaume-Uni au cours de l'été 1945.

### Critiques et annulation

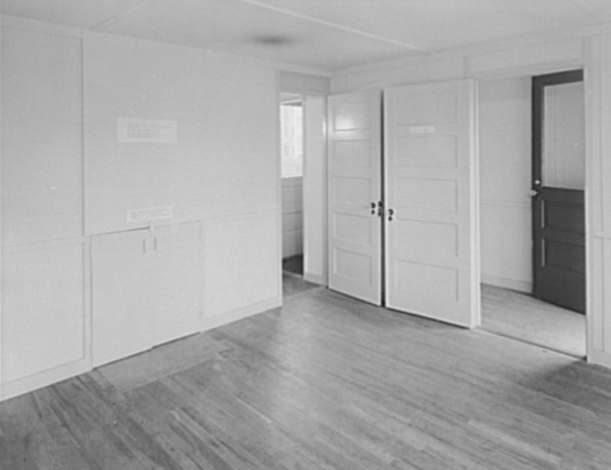
Intérieur d'une USA House

Le programme a souffert, dès le début, d'une critique d'Américains qui s'opposaient à ce que les ressources en bois fussent consacrées à des projets d'aide à l'étranger. Ils se disaient aussi incrédules à l'idée que des mesures de guerre telles que le prêt-bail fussent utilisées pour aider les "Britanniques ordinaires". Au Royaume-Uni, le programme était également accueilli avec scepticisme après l'arrivée de la première cargaison de maisons, car elles étaient arrivées endommagées. Les styles de conception des bâtiments ont également été mal accueillis par les Britanniques. Par exemple, la USA House était équipée d'une baignoire de style américain, plus courte et moins profonde que celle utilisée en Grande-Bretagne.
Malgré l'objectif initial du programme de 30 000 maisons, seules 8 462 ont finalement été fournies. Le gouvernement britannique a annulé la commande restante de 22 000 unités après la résiliation du contrat de prêt-bail par les États-Unis et en raison de l'incapacité de la Grande-Bretagne à payer le prix total de chaque maison. Les comptes rendus de l'époque notaient des déficiences structurelles dans les bâtiments, telles que des différences dans la dalle de fondation entre la maison américaine et celle des abris temporaires britanniques construits localement, ce qui contribua à la décision du gouvernement britannique de ne pas mener le programme à terme.

## Conception
Les bungalows USA House étaient des structures à ossature en bois d'une superficie de 56 m2. Chaque bâtiment comprenait deux chambres à coucher, un salon, une salle de bain et une cuisine, et était conçu pour une durée de vie de 10 ans.